# Les Leston
Les Leston (n. 16 decembrie 1920) a fost un pilot englez de Formula 1 care a evoluat în Campionatul Mondial între anii 1956 și 1957.
1. 1 2  Les Leston, Find a Grave, accesat în 9 octombrie 2017
2. ↑  Les Leston obituary (în limbă necunoscută), accesat în 24 iunie 2012